# إديث كيني غايلورد
إديث كيني غايلورد (بالإنجليزية: Edith Kinney Gaylord)‏ هي صحفية أمريكية، ولدت في 5 مارس 1916، وتوفيت في 2009.